# Bea Booze
Bea Booze (Baltimore, 23 maart 1912 - november 1986) was een Amerikaanse rhythm & blues- en jazz-zangeres, die populair was in Amerika in de jaren veertig.
Bea Booze begon haar carrière in de jaren veertig, toen ze optrad als zangeres in Harlem, New York. Ze deed dat onder de naam Wea Bea, Bee Bea, of ook als Beatrice Booze. Ze kreeg een platencontract bij Decca Records om coverversies van songs van Lil Green te zingen. In 1942 nam ze haar eerste plaat op, onder het toeziende oog van Sammy Price. Haar versie van "See See Rider Blues", eerder opgenomen door Ma Rainey, haalde de eerste plaats in de R&B-lijsten en hierna werd ze ook wel aangekondigd als 'The See See Rider Blues Girl'. In 1944 zong ze "These Young Men", waarbij ze begeleid werd door het trio van Price. Eind jaren veertig nam ze als zangeres van de band van Andy Kirk onder meer "Alabama Bound" op. In die tijd maakten Fats Navarro en Hank Jones deel uit van Kirks orkest. Ook nam ze op met een kwartet met onder meer de saxofonist George Kelly. Als ze optrad of platen maakte, begeleidde ze zichzelf vaak op de gitaar.
Begin jaren vijftig trok ze zich terug uit de muziekbusiness, alhoewel ze later nog wel opnam (in 1962, met Sammy Price). Ze overleed in Scottsville in 1986.

## Verwarring met Muriel Nichols
Producer Mayo "Ink" Williams, die Bea Booze nog kende uit de tijd dat hij voor Decca werkte, bracht in 1945 een versie van "See See Rider" uit gezongen door Muriel Nichols op zijn platenlabel Harlem. Op het label stond "Muriel (Bea Booze) Nichols". Het is niet duidelijk waarom Williams dit gedaan heeft, maar het leidde tot de veronderstelling, te vinden in vele bronnen, dat Bea Booze de artiestennaam van Muriel Nichols was. Dat is niet juist; Muriel Nichols is geboren in 1908 in Philadelphia, terwijl in de Amerikaanse volkstelling van 1920 Beatrice Booze voorkomt als 7-jarige, geboren op 23 maart 1912, in Baltimore, Maryland.

## Discografie (selectie)
- Don't You Feel My Leg (compilatie-cd met nummers van Bea Booze, Blue Lu Barker en Baby Dee), Delmark, 1996

met Sammy Price:
- Sammy Price and the Blues Singers, volume 2: 1939-1949, Document, 2003